# Андрей Тишанков
Андрея (Андрей) Иванов Тишанков (Темелков, Теменков) е български опълченец (1877 – 1878).

## Биография
Роден е на 3 март 1858 година в ресенското село Янковец, по спомените на роднина (според смъртния акт – в Ресен, а при постъпването си в Опълчението посочва Охрид), по това време в Османската империя. Ранното си детство и юношество прекарва в родното си село и в Ресен, където отива да учи. След това отива в Цариград, по-късно е в Никопол.
Постъпва в Българското опълчение на 29 април 1877 година. Служи във II дружина, IV рота. Отчислен е на 1 юли 1878 година. За участието си във войната е награден е с редица ордени и медали.
След Освобождението остава в Княжество България. Живее в София, а след това, не по-късно от 1896 година, се установява във Варна. Изкарва прехраната си като собственик на три коня.
Обявен е за почетен гражданин на Габрово на 7 февруари 1923 година заедно с останалите живи по това време опълченци, известни на габровци.
В Музея на Възраждането, Варна се съхраняват снимки, направени по време на честванията за Трети март през 1935 година, на които той е заедно с други от последните останали опълченци във Варна: Тодор Габаров, Иван Драганов Чернев, Калчо Вълков, Стефан Николов, Георги Минков и Атанас Иванов.
Умира на 13 септември 1937 година във Варна.